# Маерский, Ладислав
Ладислав Маерский (словац. Ladislav Majerský; 11 марта 1900, дер. Глиник-над-Гроном, Австро-Венгрия (ныне района Жьяр-над-Гроном Банскобистрицкого края, Словакия) — 22 марта 1965, Братислава) — словацкий скульптор, медальер, дизайнер и педагог.

## Биография
В 1920 прошел курс преподавателей рисования в Братиславе. В 1922—1926 учился в Школе прикладных искусств и Академии изобразительных искусств в Праге, затем работал в качестве дизайнера в Братиславе.
В 1930—1937 с целью совершенствования мастерства совершил поездку в Австрию, Польшу, Югославию и Италию.

## Творчество

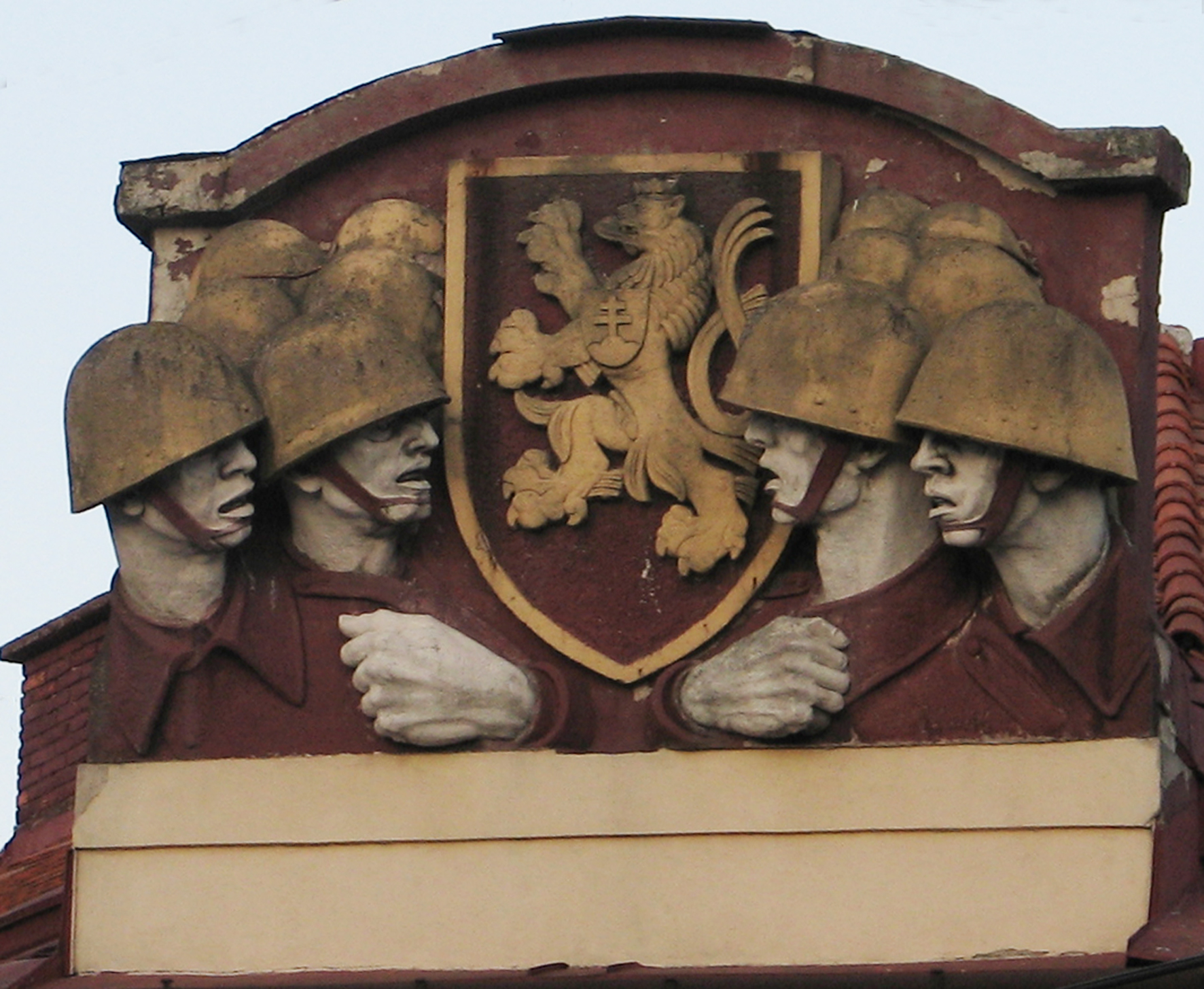
Барельеф, посвященный чехословацкой армии в Братиславе

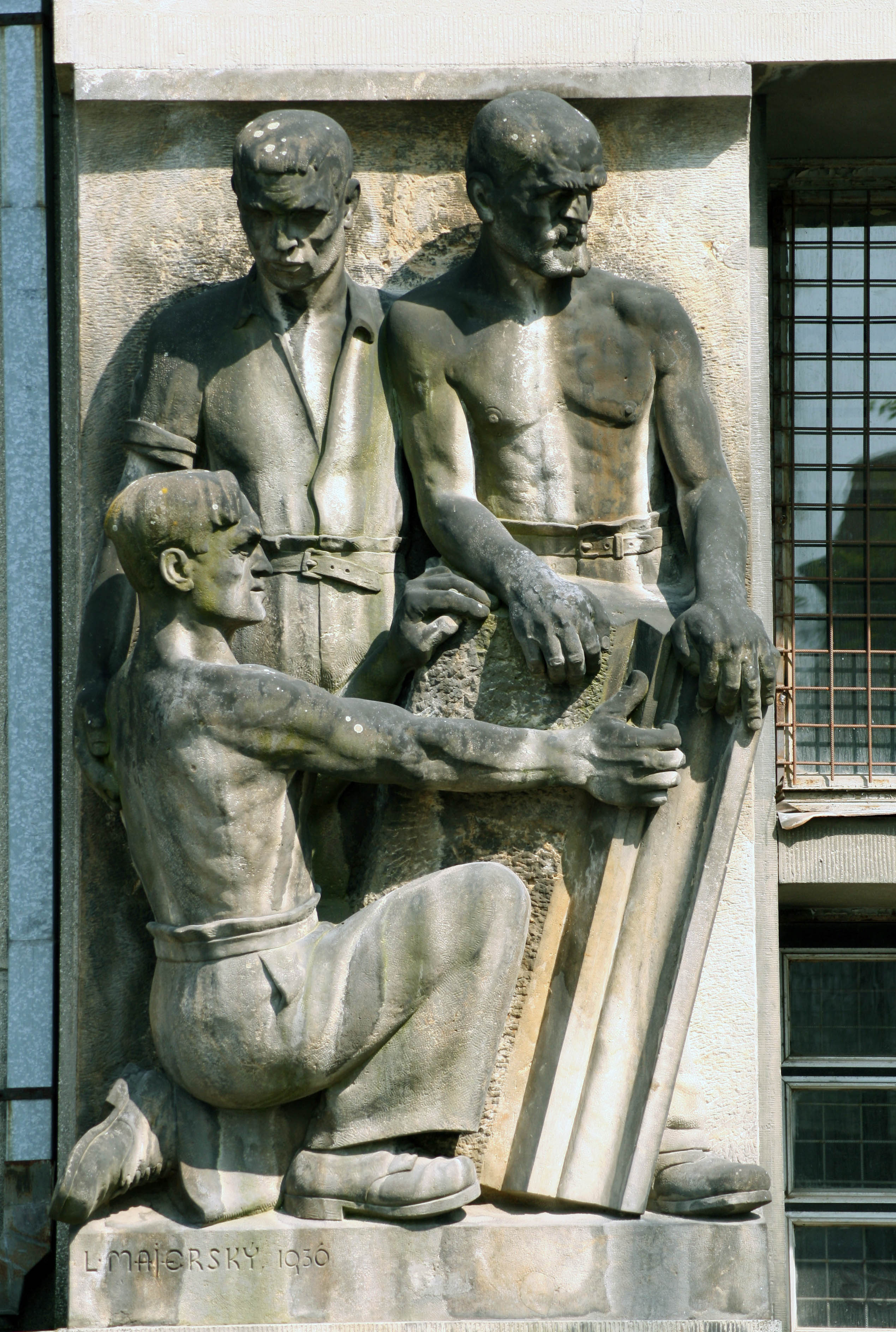
Монументальный барельеф на здании братиславского управления социального страхования

Ладислав Маерский — представитель поколения словацких художников, которые заложили основы современной словацкой скульптуры. На раннем этапе его творчества, преобладали социальные мотивы (скульптура Misery, 1933), ряд рельефов и архитектурных украшений. Позже, под влиянием экспрессионизма он создал несколько скульптур и бюстов (Прибины, Иоанна Крестителя, Христоса), после 1935 года, вновь вернулся к реалистическому жанру.
Для его работ характерен монофигуральный подход (Ревность, 1937). В межвоенный период создал несколько монументальных работ (памятник Свободы в г. Ружомберок (1929), Памятник павшим в Первой мировой войне в Малацки (1929).
В области медальерства стремился к классическому художественному виду и единству шрифта и рельефа (проект медалей Братиславской фондовой биржи (1927), национальной выставки почтовых марок (1937), словацкая памятная серебряная монета номиналом 10 крон (1944), посвященная князю Прибине.
После 1945 года, в основном, был занят в портретной живописи (J.Alexy — 1945, E.Suchoň — 1961) и гражданском жанре с элементами соцреализма (Рабочий (1945), Перерыв (1949), Механик — 1951 и др.).
Кроме того, работал над созданием мемориалов и произведений архитектурного искусства.
Работы Ладислава Маерского находятся сейчас в собрании Словацкой национальной галереи и во многих музеях Словакии.